# ابن المنذر النيسابوري
شَيْخُ الْإِسْلَامِ أَبُو بَكْرٍ مُحَمَّدُ بْنُ إِبْرَاهِيمَ بْنِ الْمُنْذِرِ النَّيْسَابُورِيُّ الشَّافِعِيُّ ويُعرف اختصارًا بـ ابن المنذر النيسابوري (241 – شعبان 318هـ / 856 – 931م)؛ هو فقيه شافعي وصاحب تصانيف أبرزها الأوسط في السنن والإجماع والاختلاف والإشراف على مذاهب العلماء والسنن المبسوط وتفسير ابن المنذر، وكان شيخ الحرم بمكة توفي بها.

## مولده ونشأته
ولد ابن المنذر في حدود سنة 241 هـ، حيث حدد الذهبي في سير أعلام النبلاء مولده بأنه كان في حدود موت أحمد بن حنبل، وحدد الزركلي في كتابه الأعلام بأن مولده في سنة 242 هـ. رحل ابن المنذر إلى مصر طلبا للحديث والفقه، والتقى بالربيع بن سليمان (ت: 270 هـ) صاحب الشافعي وتلميذه، فوقف على كتب الشافعي التي صنفها في مصر وتيسّرت لابن المنذر التلمذة على يد أعلم فقهاء عصره بأقوال الصحابة والتابعين: الإمام محمد بن عبد الله بن الحكم (ت: 268 هـ).
سمع ابن المنذر الحديث من قاضي مصر ومحدثها بكار بن قتيبة المتوفى سنة 270 هـ، كما سمع الحديث في نيسابور من إمامها ومفتيها الحافظ محمد بن يحيى الذهلي الذي مات سنة 267 هـ، ورحل ابن المنذر إلى مكة وسمع محدثها محمد بن إسماعيل الصائغ المتوفَّى سنة 276 هـ، وطاب له المقام في مكة، فصنف ودرس وأفتى وعلا أمره وارتفع مقامه حتى صار شيخ الحرم المكي، لأنه كان المفسر المدقق، والمحدث الثقة والراوي لآثار الصحابة في الفقه وآراء التابعين، وأئمة المجتهدين مع عرض أدلتهم والموازنة بينها، فترجحت له بالتحقيق الآراء، فلا يلتزم التقيد في الاختيار بمذهب أحد بعينه، ولا يتعصب لأحد ولا على أحد، بل يدور مع ظهور الدليل ودلالة السنة الصحيحة يقول بها مع من كان.

## أشهر شيوخه
1. الإمام أبو عبد الله محمد بن إسماعيل البخاري.
2. الإمام أبو حاتم الرازي.
3. الإمام أبو عيسى الترمذي.
4. الربيع بن سليمان.
5. إسحاق الدبري.
6. علي بن عبد العزيز البغوي.
7. محمد بن عبد الله بن عبد الحكم.

## تلاميذه
1. أبو حاتم بن حبان البستي.
2. محمد بن أحمد البلخي.
3. أبو بكر الخلال.
4. أبو بكر بن المقرئ.
5. سعيد بن عثمان الأندلسي.

## ثناء العلماء عليه
قال الإمام النووي:
| ابن المنذر النيسابوري | الإمام المشهور أحد أئمة الإسلام، المجمع على إمامته وجلالته ووفور علمه، وجمعه بين التمكن في علمي الحديث والفقه، وله المصنفات المهمة النافعة في الإجماع والخلاف وبيان مذاهب العلماء، وله من التحقيق في كتبه ما لا يقاربه فيه أحد، وهو في نهاية من التمكن من معرفة الحديث، وله اختيار فلا يتقيّد في الاختيار بمذهب بعينه، بل يدور مع ظهور الدليل | ابن المنذر النيسابوري |

وقال الإمام السبكي:
| ابن المنذر النيسابوري | أحد أعلام هذه الأمة وأحبارها، كان إمامًا مجتهدًا، حافظًا ورعًا | ابن المنذر النيسابوري |

قال ابن القطان:
| ابن المنذر النيسابوري | كان ابن المنذر فقيها، محدثا ثقة | ابن المنذر النيسابوري |

## مؤلفاته
1. تفسير ابن المنذر النيسابوري.
2. السنن المبسوط.
3. السنن والإجماع والاختلاف.
4. الأوسط في السنن والإجماع والاختلاف.
5. الإشراف على مذاهب أهل العلم.
6. الإقناع.
7. إثبات القياس.
8. تشريف الغني على الفقير.
9. جامع الأذكار.
10. الإجماع.
11. رحلة الإمام الشافعي إلى المدينة المنورة.

## وفاته
توفي ابن المنذر بمكة سنة 319 هـ.

### فهرس المراجع
1. 1 2 3 4 5  النيسابوري (2010)، ص. 17.
2. 1 2 3 4  الزركلي (2002)، ج. 5، ص. 294.
3. ↑  النيسابوري (2004)، ص. 21.
4. ↑  النيسابوري (2004)، ص. 20.
5. ↑  النيسابوري (2010)، ص. 75.
6. 1 2  النيسابوري (2010)، ص. 64.
7. 1 2  النيسابوري (2002)، ص. 18.
8. 1 2  النيسابوري (2002)، ص. 19.
9. ↑  النيسابوري (2002)، ص. 23.
10. 1 2  النيسابوري (2002)، ص. 22.
11. ↑  النيسابوري (2002)، ص. 21.
12. 1 2  الذهبي (1985)، ج. 14، ص. 490–491.
13. ↑  مجلة الفسطاط:ابن المنذر
14. ↑  النووي كتاب تهذيب الأسماء واللغات 2\197
15. ↑  طبقات الشافعية 2/126
16. ↑  ابن القطان كتاب بيان الوهم والايهام 5\640

### بيانات المراجع (مُرتَّبة حسب تاريخ النشر)
- شمس الدين الذهبي (1985)، سير أعلام النبلاء، تحقيق: شعيب الأرنؤوط، مجموعة (ط. 1)، بيروت: مؤسسة الرسالة، OCLC:4770539064، QID:Q113078038
- أبو بكر محمد بن إبراهيم بن المنذر النيسابوري (2002). كتاب تفسير القرآن. تحقيق وتعليق: سعد بن محمد السعد وتقديم: عبد الله بن عبد المحسن التركي (ط. 1). المدينة النبوية: دار المآثر. ج. 1. مؤرشف من الأصل في 2024-07-20.
- خير الدين الزركلي (2002)، الأعلام: قاموس تراجم لأشهر الرجال والنساء من العرب والمستعربين والمستشرقين (ط. 15)، بيروت: دار العلم للملايين، OCLC:1127653771، QID:Q113504685
- أبو بكر محمد بن إبراهيم بن المنذر النيسابوري (2004). الإشراف على مذاهب العلماء. تحقيق: صغير أحمد الأنصاري أبو حماد (ط. 1). رأس الخيمة – الإمارات العربية المتحدة: مكتبة مكة الثقافية. ج. 1. مؤرشف من الأصل في 2023-04-17.
- أبو بكر محمد بن إبراهيم بن المنذر النيسابوري (2010). الأوسط من السنن والإجماع والاختلاف. تحقيق: ياسر بن كمال وأيمن السيد عبد الفتاح وإبراهيم الشيخ وخالد إبراهيم السيد ومحيي الدين البكاري ومحمد سعد عبد السلام وإيهاب عبد الواحد وحسام عبد الله حلمي (ط. 2). الفيوم – مصر: دار الفلاح. ج. 1. مؤرشف من الأصل في 2024-08-23.